# 開催
| ウィキペディアには「開催」という見出しの百科事典記事はありません（タイトルに「開催」を含むページの一覧/「開催」で始まるページの一覧）。 代わりにウィクショナリーのページ「開催」が役に立つかもしれません。 |